# Rolex Paris Masters 2022
Rolex Paris Masters 2022 byl profesionální tenisový turnaj mužů hraný jako součást okruhu ATP Tour v komplexu arény Bercy na krytých dvorcích s tvrdým povrchem GreenSet. Jubilejní padesátý ročník Paris Masters probíhal mezi 30. říjnem až 6. listopadem 2022 ve francouzské metropoli Paříži. Generálním sponzorem se pošesté stala švýcarská hodinářská firma Rolex.
Turnaj dotovaný 6 008 725 eury byl poslední částí devítidílné kategorie ATP Tour Masters 1000. Nejvýše nasazeným singlistou se stal první hráč světa Carlos Alcaraz ze Španělska, který v závěru druhé čtvrtfinálové sady skrečoval Holgeru Runemu pro trhlinu v břišním svalu. Zranění jej vyřadilo ze zbývající části sezóny. Jako poslední přímý účastník do dvouhry nastoupil britský 49. hráč žebříčku Jack Draper. V důsledku invaze Ruska na Ukrajinu na konci února 2022 řídící organizace tenisu ATP, WTA a ITF s grandslamy rozhodly, že ruští a běloruští tenisté mohli dále na okruzích startovat, ale do odvolání nikoli pod vlajkami Ruska a Běloruska.
Třetí singlový titul na okruhu ATP Tour vybojoval 19letý Holger Rune. Bodový zisk mu jako vůbec prvnímu Dánovi zajistil posunul do první světové desítky, kterou po skončení uzavíral.  Čtyřhru vyhrál nizozemsko-britský pár Wesley Koolhof a Neal Skupski, jehož členové získali sedmou společnou trofej, třetí z Mastersů, a zajistili si pozici prvního světového páru na konečném žebříčku. Koolhof se poprvé stal deblovou světovou jedničkou a Skupski dvojkou.

## Rozdělení bodů a finančních odměn

### Rozdělení bodů
| Soutěž  | Soutěž | vítězové | finalisté | semifinalisté | čtvrtfinalisté | 16 v kole | 32 v kole | 64 v kole | Q  | Q2 | Q1 |
| ------- | ------ | -------- | --------- | ------------- | -------------- | --------- | --------- | --------- | -- | -- | -- |
| dvouhra | [ 2 ]  | 1000     | 600       | 360           | 180            | 90        | 45        | 10        | 25 | 16 | 0  |
| čtyřhra | [ 9 ]  | 1000     | 600       | 360           | 180            | 90        | 0         | —         | —  | —  | —  |

### Finanční odměny
| Soutěž                                | Soutěž       | vítězové  | finalisté | semifinalisté | čtvrtfinalisté | 16 v kole | 32 v kole | 64 v kole | Q2       | Q1      |
| ------------------------------------- | ------------ | --------- | --------- | ------------- | -------------- | --------- | --------- | --------- | -------- | ------- |
| dvouhra                               | [ 2 ] [ 10 ] | 836 355 € | 456 720 € | 249 740 €     | 136 225 €      | 72 865 €  | 39 070 €  | 21 650 €  | 11 090 € | 5 810 € |
| čtyřhra                               | [ 9 ]        | 282 960 € | 147 840 € | 78 140 €      | 43 300 €       | 23 760 €  | 13 200 €  | —         | —        | —       |
| ve čtyřhře jsou částky uváděny na pár |              |           |           |               |                |           |           |           |          |         |

## Dvouhra

### Nasazení
| Stát                          | Hráč                  | ATP | Nasazení |
| ----------------------------- | --------------------- | --- | -------- |
| Španělsko                     | Carlos Alcaraz        | 1.  | 1.       |
| Španělsko                     | Rafael Nadal          | 2.  | 2.       |
| Norsko                        | Casper Ruud           | 3.  | 3.       |
|                               | Daniil Medveděv       | 4.  | 4.       |
| Řecko                         | Stefanos Tsitsipas    | 5.  | 5.       |
| Srbsko                        | Novak Djoković        | 7.  | 6.       |
|                               | Andrej Rubljov        | 8.  | 7.       |
| Kanada                        | Félix Auger-Aliassime | 9.  | 8.       |
| USA                           | Taylor Fritz          | 10. | 9.       |
| Polsko                        | Hubert Hurkacz        | 11. | 10.      |
| Itálie                        | Jannik Sinner         | 12. | 11.      |
| Spojené království            | Cameron Norrie        | 13. | 12.      |
| Chorvatsko                    | Marin Čilić           | 17. | 13.      |
| Itálie                        | Matteo Berrettini     | 15. | 14.      |
| Španělsko                     | Pablo Carreño Busta   | 14. | 15.      |
| USA                           | Frances Tiafoe        | 21. | 16.      |
| Žebříček ATP k 24. říjnu 2022 |                       |     |          |

### Jiné formy účasti
Následující hráči obdrželi divokou kartu do hlavní soutěže:
- Richard Gasquet
- Adrian Mannarino
- Arthur Rinderknech
- Gilles Simon

Následující hráč nastoupil pod žebříčkovou ochranou:
- Stan Wawrinka

Následující hráči postoupili z kvalifikace:
- Arthur Fils
- Quentin Halys
- Marc-Andrea Hüsler
- Corentin Moutet
- Oscar Otte
- Lorenzo Sonego
- Mikael Ymer

Následující hráč postoupili z kvalifikace jako šťastný poražený:
- Fabio Fognini

### Odhlášení
před začátkem turnaje
- Matteo Berrettini → nahradil jej  Fabio Fognini
- Jenson Brooksby → nahradil jej  Brandon Nakashima
- Nick Kyrgios → nahradil jej  Sebastian Korda
- Gaël Monfils → nahradil jej  Alex Molčan
- Reilly Opelka → nahradil jej  John Isner
- Alexander Zverev → nahradil jej  Andy Murray

## Čtyřhra

### Nasazení
| Stát                                                                     | Hráč                 | Stát               | Hráč              | ATP | Nasazení |
| ------------------------------------------------------------------------ | -------------------- | ------------------ | ----------------- | --- | -------- |
| USA                                                                      | Rajeev Ram           | Spojené království | Joe Salisbury     | 3.  | 1.       |
| Nizozemsko                                                               | Wesley Koolhof       | Spojené království | Neal Skupski      | 7.  | 2.       |
| Salvador                                                                 | Marcelo Arévalo      | Nizozemsko         | Jean-Julien Rojer | 11. | 3.       |
| Německo                                                                  | Tim Pütz             | Nový Zéland        | Michael Venus     | 19. | 4.       |
| Španělsko                                                                | Marcel Granollers    | Argentina          | Horacio Zeballos  | 23. | 5.       |
| Kolumbie                                                                 | Juan Sebastián Cabal | Kolumbie           | Robert Farah      | 28. | 6.       |
| Spojené království                                                       | Lloyd Glasspool      | Finsko             | Harri Heliövaara  | 35. | 7.       |
| Chorvatsko                                                               | Ivan Dodig           | USA                | Austin Krajicek   | 40. | 8.       |
| Indie                                                                    | Rohan Bopanna        | Nizozemsko         | Matwé Middelkoop  | 45. | 9.       |
| Žebříček ATP k 24. říjnu 2022; číslo je součtem umístění obou členů páru |                      |                    |                   |     |          |

### Jiné formy účasti
Následující páry obdržely divokou kartu do hlavní soutěže:
- Sadio Doumbia /  Fabien Reboul
- Richard Gasquet /  Quentin Halys

Následující pár nastoupil pod žebříčkovou ochranou:
- Santiago González /  Łukasz Kubot

Následující páry nastoupily z pozice náhradníků:
- Sander Gillé /  Joran Vliegen
- Miķelis Lībietis /  Luca Margaroli
- Adrian Mannarino /  Fabrice Martin

### Odhlášení
před začátkem turnaje
- Juan Sebastián Cabal /  Robert Farah → nahradili je  Adrian Mannarino /  Fabrice Martin
- Thanasi Kokkinakis /  Nick Kyrgios → nahradili je  Sebastián Báez /  Albert Ramos-Viñolas
- Nikola Mektić /  Mate Pavić → nahradili je  Hugo Nys /  Jan Zieliński
- Andrés Molteni /  Diego Schwartzman → nahradili je  Miķelis Lībietis /  Luca Margaroli
- Holger Rune /  Stefanos Tsitsipas → nahradili je  Sander Gillé /  Joran Vliegen

## Přehled finále

### Mužská dvouhra
- Holger Rune vs.  Novak Djoković, 3–6, 6–3, 7–5

### Mužská čtyřhra
- Wesley Koolhof /  Neal Skupski vs.  Ivan Dodig /  Austin Krajicek, 7–6(7–5), 6–4